# Донал на Пипи Маккарти Риг
Донал на Пипи Маккарти Риг (ирл. Domhnall na bpíopaí Mac Cárthaigh Riabhach) (умер 10 октября 1612 г.) — 17-й и последний принц Карбери из династии Маккарти Риг (1593—1606). В 1606 году уступил своё княжество английской короне.

## Биография
Представитель гэльской династии Маккарти Риг. Старший сын Кормака на Хаоине Маккарти Рига (ок. 1490—1567), 13-го принца Карбери (1531—1567) . Его прозвище «na Pipi» (na bpíopaí по-ирландски) возник, когда на пляж в Буррене вынесло несколько трубок с вином, что традиционно считалось для него знаком удачи. Его матерью была Джулия Маккарти, дочь Кормака Оге Лайдира Маккарти, 10-го лорда Маскерри (1447—1536) и вдова Джеральда Фицмориса, 15-го барона Керри.
Семьей его отца была Маккарти Риг, гэльско-ирландская династия, которая происходила от Донала Готта Маккарти (? — 1251), короля Десмонда (1247/1248 — 1251). Его шестой сын Донал Маол Маккарти Риг (? — 1310) был первым независимым правителем Карбери с 1280 года.

## Брак и дети
Донал Маккарти Риг женился на Маргарет Фицджеральд, дочери сэра Томаса Руада Фицджеральда (ум. 1595) и Эллис Пауэр. Она была внучкой Джеймса Фицджеральда, 13-го графа Десмонда. Эллис Пауэр была дочерью сэра Ричарда Поэра, 1-го барона Ле Пауэра и Корогмора, и Кэтрин Батлер, дочери Пирса Батлера, 8-го графа Ормонда. У Донала и Маргарет было шестеро сыновей и две дочери:
- Кормак Маккарти, который умер раньше своего отца, но имел сына Донала, который женился на Эллен Рош, дочери Дэвида Роша, 7-го виконта Фермоя.
- Флоренс Маккарти из Бандуффа, чьим внуком был подполковник Фингин Бендаффский, последний вождь по имени Маккарти Ри.
- Донох Маккарти из Килбриттена, умер бездетным.
- Оуэн Маккарти, от которого произошла ветвь Спрингхауса, из которой произошли графы Маккарти Ри из Тулузы.
- Тайг Маккарти, умер бездетным
- Донал Маккарти, умер бездетным
- Джулия Маккарти, вышла замуж за Эдмонда, лорда Барри
- Эллен Маккарти, вышла замуж за Тайга Маккарти из Балликея.

## 17-й принц Карбери
Согласно английскому обычаю, он должен был стать преемником своего отца на посту принца Карбери после его смерти в 1567 году, но был применен закон Брегона, и до него правили все три его дяди по отцовской линии. Он стал 17-м принцем Карбери после отстранения от власти своего дяди Оуэна примерно в 1593 году.

## Передача княжестве английской короне
Хотя он сдал Карбери короне в 1606 году, похоже, ему не было предоставлено взамен звание пэра, как это обычно бывает. Однако, как видно из родословной 1607 года, он указан как «лорд Карбери», и поэтому семья смогла сохранить огромный годовой доход. Сын Донала на Пипи Маккарти, Кормак, умер раньше него, оставив единственного сына, Донала Килбриттенского, который умер в 1636 году. После его смерти в отношении семьи было начато расследование, и было установлено, что Маккарти Ри все ещё собирал ежегодную ренту с различных ирландских вождей, общая сумма которых составляла 207 фунтов стерлингов 16 шиллингов 11 пенсов в год. Эта сумма не включает доход от его 70½ земельных пашен, и примерно эквивалентна 1 056 000 фунтов стерлингов в 2018 году.

## Конфликт с Флоренсом Маккарти
Донал на Пипи Маккарти широко известен из-за своего конфликта со своей двоюродным братом Флоренсом Маккарти (1560—1640) по поводу престолонаследия в качестве принца Карбери. Донал Маккарти, как известно, нарушил обещание, данное Флоренсу, когда он нарушил свои обязательства с Флоренсом за 10 000 фунтов стерлингов и сдал территорию и владения Карбери королю Англии Якову I Стюарту в 1606 году. Английское завоевание Карбери к тому времени было неизбежным, и лучшим способом (несмотря на его личные амбиции) сохранить Карбери было сделать выбор в пользу капитуляции. Верность семьи ирландцам вряд ли может быть поставлена под сомнение, поскольку всего четырьмя годами ранее, хотя Донал на Пипи оставался явно нейтральным, его двоюродный брат Флоренс Маккарти сражался вместе с Доналом Камом Кам О’Салливаном Биром против англичан в битве при Кинсейле.